# Hochschule Bielefeld
Die Hochschule Bielefeld – University of Applied Sciences and Arts (kurz HSBI, bis 18. April 2023 Fachhochschule Bielefeld – University of Applied Sciences) ist mit 10.535 Studierenden, 286 Professoren und Lehrkräften für besondere Aufgaben sowie 629 weiteren Mitarbeitern die größte staatliche Hochschule für Angewandte Wissenschaften (ehemals Fachhochschule) in Ostwestfalen-Lippe. Die HSBI hat ihren Hauptsitz in Bielefeld. Weitere Standorte befinden sich in Minden und Gütersloh. Das Studienangebot umfasst 75 Studiengänge (41 Bachelor- und 28 Master-Studiengänge sowie sechs Zertifikatsstudiengänge), die sich auf sechs Fachbereiche verteilen. Präsidentin ist seit September 2015 Ingeborg Schramm-Wölk.

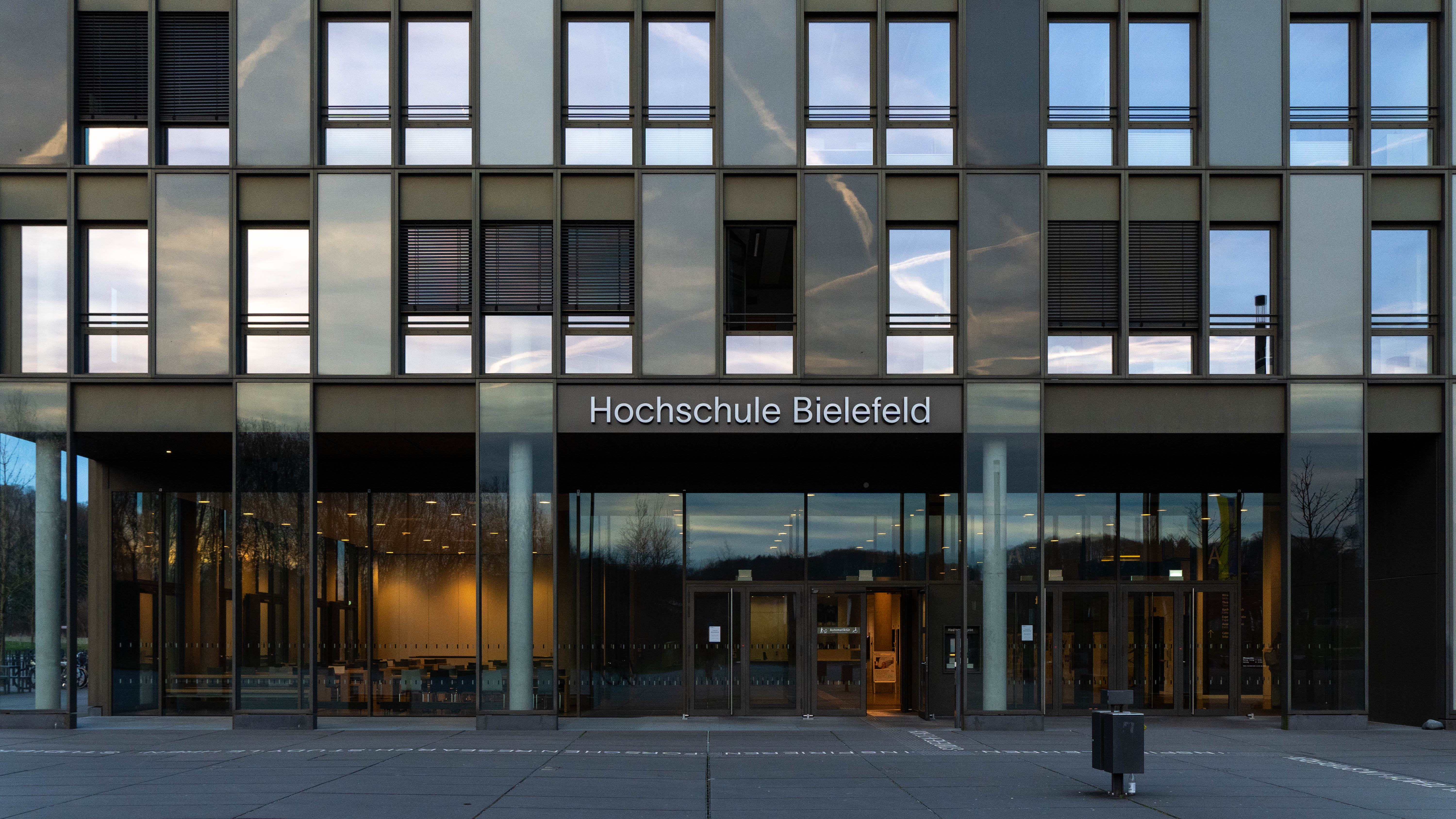
Der Haupteingang des Hauptsitzes der HSBI

## Geschichte
Die Hochschule Bielefeld wurde am 1. August 1971 als Fachhochschule Bielefeld gegründet und gehört somit zu den Fachhochschulen der ersten Gründungswelle in Deutschland. Walter Wolff wurde vom Ministerium für Wissenschaft und Forschung zunächst zum kommissarischen Rektor ernannt. Zum ersten Rektor der Hochschule wurde dann Germanus Wegmann bestellt. Mit der Gründung entstand auch der Standort Minden.
Wie damals üblich, schlossen sich vorhandene Ausbildungseinrichtungen zu einer Fachhochschule zusammen. Im Fall der Hochschule Bielefeld waren dies:
- Staatliche Ingenieurschule für Maschinenwesen in Bielefeld
- Städtische Werkkunstschule Bielefeld bzw. Handwerker- und Kunstgewerbeschule Bielefeld
- Landeshauptmann-Salzmann-Schule / Höhere Fachschule für Sozialarbeit
- Paritätische Sozialseminar / Höhere Fachschule für Sozialarbeit Detmold
- Staatliche Höhere Wirtschaftsfachschule Bielefeld
- Staatliche Ingenieurschule für Bauwesen Minden

Im September 2010 wurde zudem der Studienort Gütersloh in der Schulstraße 10 offiziell eröffnet.
Am 19. April 2023 wurde die Fachhochschule Bielefeld in „Hochschule Bielefeld – University of Applied Sciences and Arts (HSBI)“ umbenannt.

## Struktur

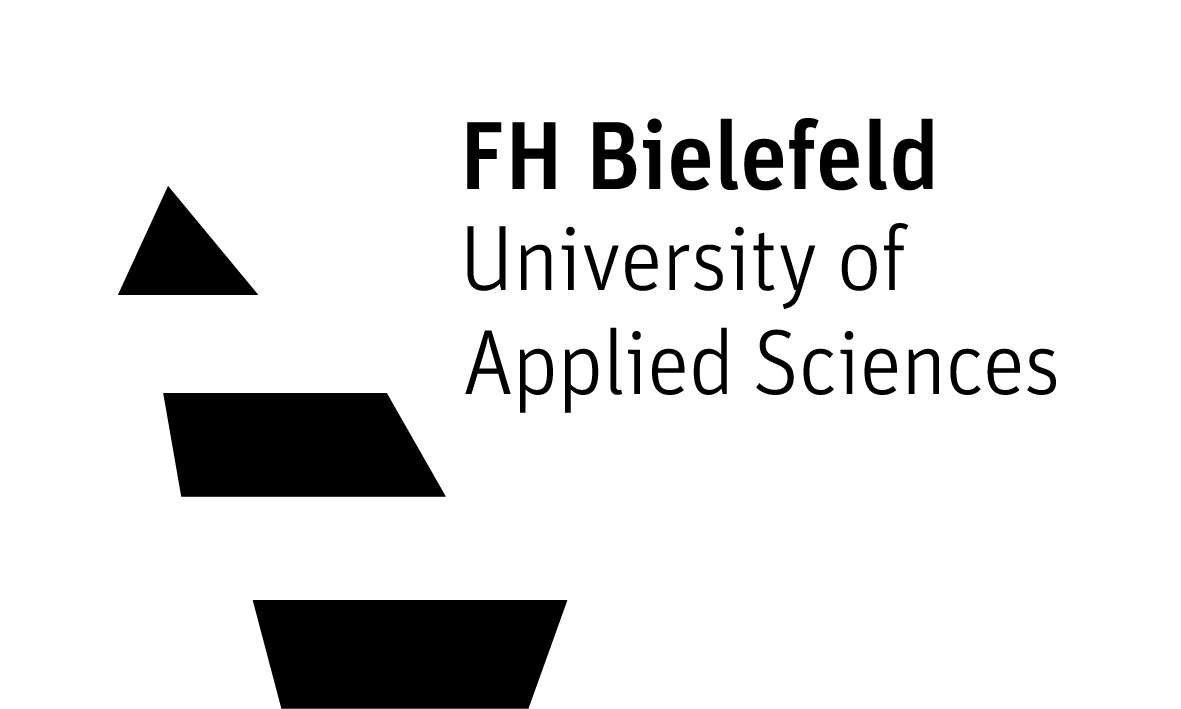
Altes Logo der Hochschule Bielefeld (damals FH Bielefeld)

Die Hochschule Bielefeld hat sechs Fachbereiche:
- Fachbereich Gestaltung
- Fachbereich Campus Minden
- Fachbereich Ingenieurwissenschaften und Mathematik
- Fachbereich Sozialwesen
- Fachbereich Wirtschaft
- Fachbereich Gesundheit

## Standorte

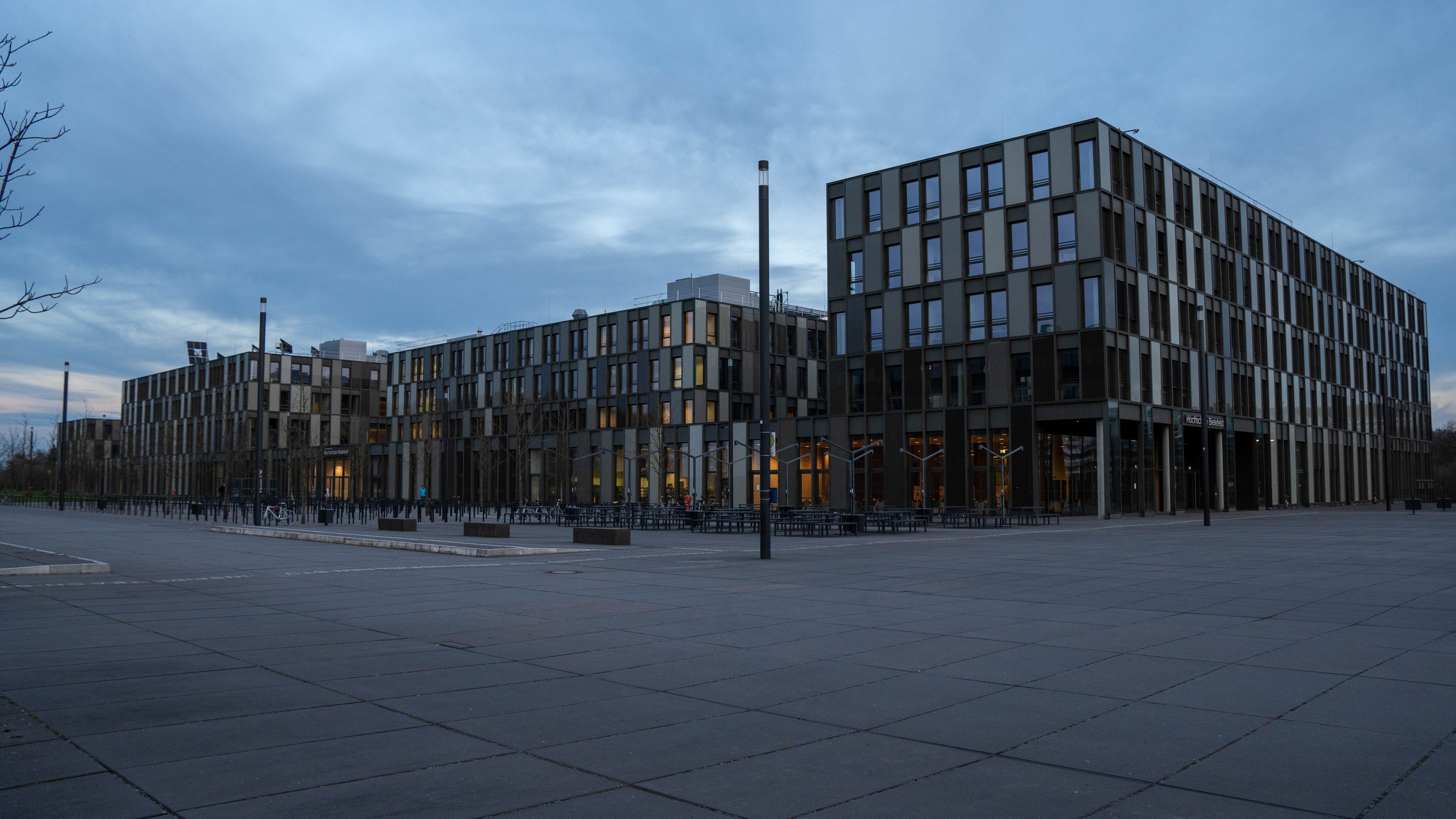
Das Hauptgebäude an der Interaktion 1.

### Bielefeld
Der größte Studienort und Hauptsitz der Hochschule ist die Stadt Bielefeld. Die Hochschule hat in Bielefeld insgesamt drei Standorte.

#### Interaktion 1
Das zentrale Hauptgebäude der HSBI wurde im Sommer 2015 bezogen. Es hat eine Hauptnutzfläche von 31.500 Quadratmetern, 2.000 Räume, darunter 15 zentrale Hörsäle und mehr als 220 Seminarräume.  In der Tiefgarage stehen 1.040 PKW-Stellplätze zur Verfügung. Das Gebäude ist mit dem öffentlichen Personennahverkehr über die Stadtbahnlinie 4, Haltestelle Wellensiek, optimal zu erreichen.
In dem zentralen Hauptgebäude auf dem Campus Bielefeld sind die Fachbereiche Wirtschaft, Gesundheit, Ingenieurwissenschaften und Mathematik sowie Sozialwesen untergebracht. Neben den klassischen Vollzeitstudiengängen bieten die Fachbereiche Wirtschaft, Gesundheit sowie Ingenieurwissenschaften und Mathematik berufsbegleitende Verbundstudiengänge an, mit Lehrveranstaltungen an Samstagen. Im Fachbereich Wirtschaft gibt es seit dem Wintersemester 2015/2016 den praxisintegrierten Studiengang Betriebswirtschaftslehre, und seit dem Wintersemester 2018/19 den praxisintegrierten Bachelorstudiengang Wirtschaftsinformatik, bei denen sich Lernphasen an der Hochschule Bielefeld und Praxisphasen in Unternehmen über jeweils 13 Wochen abwechseln. Am Fachbereich Gesundheit bietet die HSBI den ausbildungsintegrierten Bachelorstudiengang Pflege an, bei dem sowohl der Berufsabschluss als Gesundheits- und Krankenpfleger, als auch der Bachelorabschluss in acht Semestern erlangt werden kann.
Im Hauptgebäude auf dem Campus Bielefeld sind neben den vier Fachbereichen auch das Präsidium, die Hochschulverwaltung mit Studierendenservice, Zentraler Studienberatung und International Office sowie der Allgemeine Studierendenausschuss (AStA) untergebracht.
Dort befindet sich auch die Hochschulbibliothek mit einem modernen Lernzentrum und rund 115.000 Bänden, sowie das Schülerinnen- und Schülerlabor experiMINT des Fachbereichs Ingenieurwissenschaften und Mathematik.
Die zentrale Mensa ist für HSBI und Universität Bielefeld im Gebäude X auf dem Campus Bielefeld 2014 eröffnet worden. Die Mensa ist vom HSBI-Hauptgebäude über einen Fußweg in wenigen Minuten zu erreichen und bietet auf 8.500 Quadratmetern 1.900 Plätze und eine Kapazität von bis zu 7.500 Essen pro Tag.

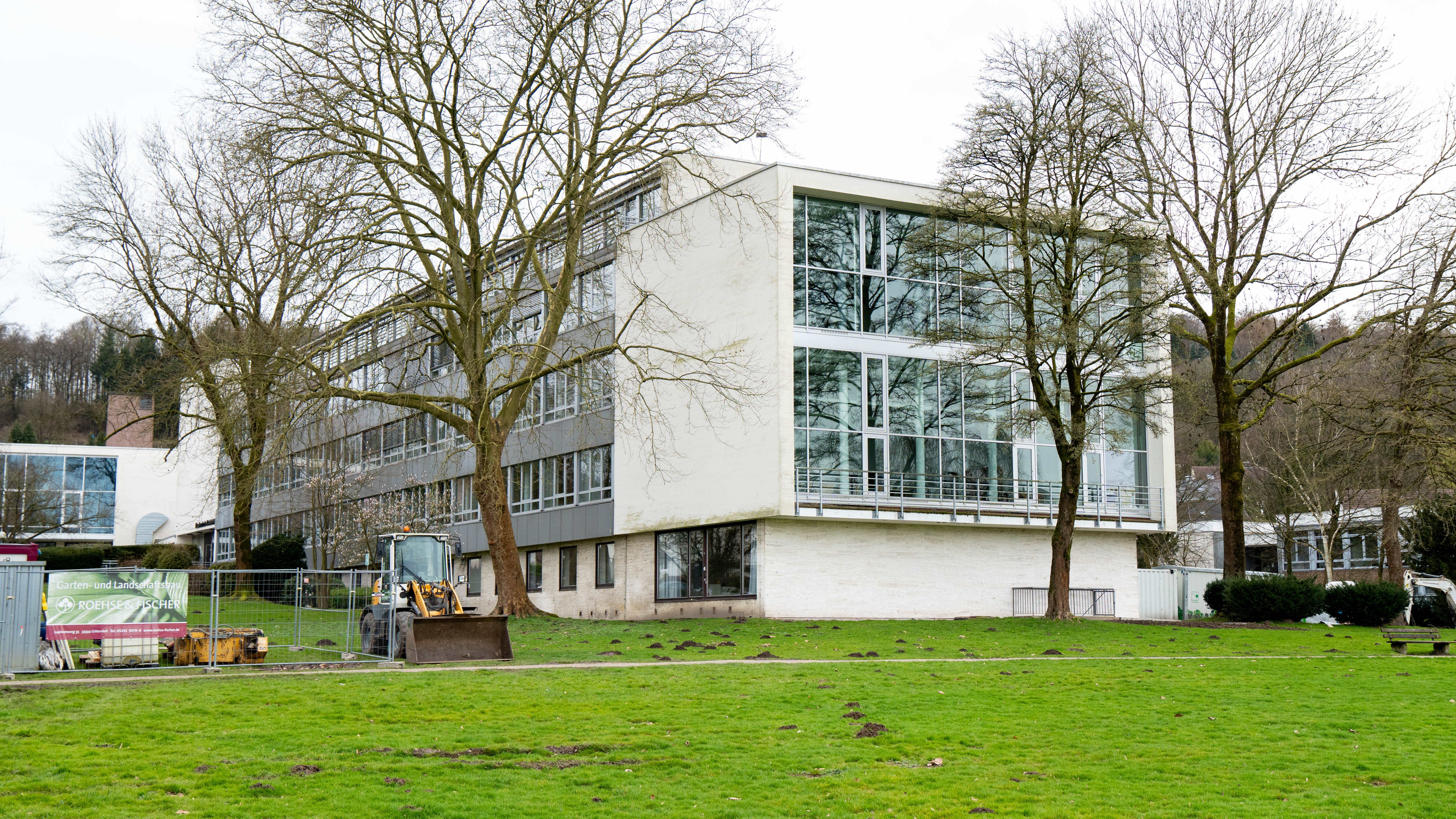
Der Fachbereich Gestaltung an der Lampingstraße.

#### Lampingstraße 3
Direkt neben der Rudolf-Oetker-Halle befindet sich der Fachbereich Gestaltung. Ursprünglich hervorgegangen aus der Handwerker- und Kunstgewerbeschule Bielefeld befindet sich der Fachbereich seit 1979 an seinem jetzigen Standort. Der Fachbereich bietet einen Bachelorstudiengang und einen Masterstudiengang Gestaltung mit drei oder vier Semestern an. Der Studiengang hat vier Studienrichtungen: „Fotografie und Bildmedien“, „Kommunikationsdesign“, „Mode“ sowie „Digital Media and Experiment“. Am Standort Lampingstraße sind auch eine Fachbibliothek und zudem das Dezernat Finanzen und Forschung untergebracht.

#### Universitätsstraße 27
Integriert in das Gebäude des Center for Biotechnology (CeBiTec) der Universität Bielefeld ist hier der Studiengang Apparative Biotechnologie des Fachbereichs Ingenieurwissenschaften und Mathematik zu finden. In dem modernen Laborgebäude (eröffnet 2009) befinden sich Büros, Seminarräume und Labore.

### Minden
Am Campus Minden sind rund 1.500 Studierende eingeschrieben (Stand: Wintersemester 2023/24). Hier werden 10 Studiengänge im Bauwesen, praxisintegrierte Ingenieursstudiengänge sowie Informatik angeboten. Die Lehre findet in verschiedenen Gebäuden in der Artilleriestraße 9 statt. Seminarräume, Hörsäle, Labore und Büros befinden sich in Räumen einer ehemaligen Artilleriekaserne. Im Juli 2015 wurde ein Neubau auf dem Campus in Betrieb genommen, in dem die Campus-Bibliothek, die Mensa, sowie weitere Seminarräume, Labore und Büros untergebracht sind. 2024 wurde der Südflügel des Gebäudes A (Mannschaftshaus) saniert und modernisiert. Zurzeit wird der Nordflügel des Gebäudes saniert und modernisiert.

### Gütersloh
Im September 2010 wurde der Studienort Gütersloh ⊙ in der Schulstraße 10 eröffnet, der dem Fachbereich Ingenieurwissenschaften und Mathematik zugeordnet ist. Seit März 2021 ist Gütersloh nach einem Beschluss des NRW-Landtags ein gesetzlich verankerter Standort der Hochschule Bielefeld. Es werden die folgenden praxisintegrierten Bachelorstudiengänge angeboten: Wirtschaftsingenieurwesen, Mechatronik/Automatisierung, Digitale Technologien, Software Engineering sowie Industrial Engineering, letzterer in englischer Unterrichtssprache (Stand: 2023).
Weitere Angebote sind die berufsbegleitenden Masterstudiengänge Angewandte Automatisierung, Wirtschaftsingenieurwesen und Digitale Technologien. Seit dem Sommersemester 2018 wird vom Fachbereich Wirtschaft in Gütersloh der berufsbegleitende Bachelorstudiengang Betriebswirtschaft angeboten. Zusätzlich gibt es den Vollzeitstudiengang Data Science als Forschungsmaster.
Eine maßgebliche Unterstützung erfährt der Studienort durch zwei Stiftungsprofessuren. Eine der Professuren wird finanziert von Hans Beckhoff (Beckhoff Automation, Verl), die zweite wird gemeinsam von der Stiftung der Kreissparkasse Wiedenbrück sowie Stadt und Kreis Gütersloh ermöglicht.
Im Oktober 2018 wurde der Lehrbetrieb am zweiten Standort (inzwischen Hauptstandort) am Langen Weg 9a, „Gleis 13“, aufgenommen. In dem Gebäude am ehemaligen Güterbahnhof befinden sich Seminarräume, Büros für die Professoren und Beschäftigten sowie Aufenthalts- und Gruppenarbeitsräume für die Studierenden.

## Institute
Institut für Bildungs- und Versorgungsforschung im Gesundheitsbereich
Das Bielefelder Institut für Angewandte Materialwissenschaften (BIfAM) wurde am 1. Mai 2013 als Forschungsinstitut der Hochschule Bielefeld gegründet.
Im Institut für Bildungs- und Versorgungsforschung im Gesundheitsbereich (InBVG) arbeiten Forschende der Lehreinheit Pflege und Gesundheit mit verschiedenen Arbeitsschwerpunkten in Pflegewissenschaft, Therapiewissenschaften, den Gesundheitswissenschaften sowie der Berufspädagogik zusammen. In Forschungs- und Entwicklungsprojekten werden Fragen und Herausforderungen des Gesundheitsbereichs erforscht und Handlungskonzepte entwickelt.
Bielefelder Institut für Angewandte Materialforschung
Die Forschungsaktivitäten des BIfAM beschäftigen sich einerseits mit Grundlagenuntersuchungen hinsichtlich der physikalischen Eigenschaften neuartiger Materialien, andererseits mit der Verknüpfung, Weiterentwicklung bzw. Industrialisierung grundsätzlich bekannter Methoden und Materialien. Die Forschungsaktivitäten werden durch die drei Kompetenzbereiche „Anwendung und Test neuer Materialien in der Elektrotechnik und Elektronik“, „Charakterisierung, Anwendung und Test neuer Konstruktionswerkstoffe“ sowie „Modellbildung und Simulation“ strukturiert.
 Institut für Systemdynamik und Mechatronik
Das Institut für Systemdynamik und Mechatronik (ISyM) strebt eine synergetische Zusammenarbeit von Ingenieurinnen und Ingenieuren des Maschinenbaus, der Elektrotechnik und der Informationstechnik auf den Gebieten modellbasierte Systementwicklung, Systemdynamik und Regelungstechnik sowie Mechatronik an. Zum einen wird in gemeinsamen Projekten das Ziel verfolgt, Methoden und Verfahren weiterzuentwickeln und direkt in die Industrie zu transferieren. Dabei reicht das Angebot von der einfachen Nutzbarmachung und Anwendung der Methoden der modellbasierten Systementwicklung bis hin zur übergeordneten Prozessgestaltung in Unternehmen im Sinne eines durchgängigen domänenübergreifenden Entwicklungsprozesses. Zum anderen umfasst die Forschungsstrategie des Instituts das Ziel, sich langfristig auch gänzlich neue Anwendungs- und Technologiefelder wie bspw. die Medizintechnik oder auch die Biomechatronik zu erschließen.
Institut für intelligente Gebäude
Das Institut für intelligente Gebäude (InfinteG) befasst sich mit aktuellen und zukünftigen Forschungsfragen zum Thema Leben und Arbeiten im intelligenten Gebäude. Im Fokus stehen dabei die Aspekte Wohlbefinden, Sensorik, Energieeffizienz, Datensicherheit und Brandschutz.
Institut für technische Energie-Systeme
Das Institut für technische Energie-Systeme (ITES) behandelt die Untersuchung und Lösung von inter- bzw. transdisziplinärer Fragestellungen der systemtechnischen Integration sowie der ökonomischen, ökologischen Optimierung und gesellschaftlichen Integration von dezentralen Energiesystemen.
Institute for Data Science Solutions
Das  Institute for Data Science Solutions (IDaS) fokussiert inhaltlich auf die Themen Künstliche Intelligenz, Optimierung, Simulation und Data Science. Diese Themen werden in verschiedenen Anwendungsdomänen (Umwelt, Wirtschaft, Technik, Gesellschaft) unter breit gefächerten Perspektiven bearbeitet (insbesondere Anwendungen, Verfahren, Modellierung, Softwareengineering, Sicherheits- und Risikomanagement).
An-Institut
Das Kompetenzzentrum Technik-Diversity-Chancengleichheit e. V. ist ein An-Institut der Hochschule Bielefeld. Es richtet bundesweit den Girl'sDay und Boys'Day aus. Vorrangiges Ziel des gemeinnützigen Vereins Kompetenzzentrum Technik-Diversity-Chancengleichheit ist es, Chancengleichheit in allen gesellschaftlichen und beruflichen Bereichen zu verwirklichen.

## Forschungsschwerpunkte
Interdisziplinäre Forschung und Anwendungsentwicklung in der Umweltinformatik
Der Forschungsschwerpunkt Interdisziplinäre Forschung und Anwendungsentwicklung in der Umweltinformatik (IFE) behandelt die folgenden Themenbereiche: Maschinelles Lernen, Anwendungen der Künstlichen Intelligenz, Photovoltaik – Ertragsprognosen, Einstrahlungspotentiale, Fehlererkennung in PV-Feldern, Energie- und Raumklimamonitoring, gesundes Raumklima, Energiekonzepte, BigData, Userakzeptanz, IT-Sicherheit, Webapplikationen.
Angewandte Mathematische Modellierung und Optimierung
Der Forschungsschwerpunkt Angewandte Mathematische Modellierung und Optimierung (AMMO) umfasst lineare, nichtlineare und diskrete Optimierung, theoretische und experimentelle Modellbildung, Finanzoptimierung und Risikomanagement, Prozess-Simulation und -Optimierung, Tool-Entwicklung für spezielle Anwendungsbereiche, Problemlösung/Optimierung auf Basis mathematischer Modelle, Modellbildung und Optimierung und die Einführung neuer Software in den Betrieben.
Modellbasierte Realisierung intelligenter Systeme in der Nano- und Bio-Technologie (MoRitS)
Die Hochschule Bielefeld und die Universität Bielefeld wurden im Rahmen des Förderprogramms „NRW.Forschungskooperationen U&FH“ mit dem Forschungsverbund „Modellbasierte Realisierung intelligenter Systeme in der Nano- und Bio-Technologie – MoRitS“ vom Land NRW gefördert. Absolventen mathematisch-naturwissenschaftlicher oder ingenieurwissenschaftlicher Fachrichtungen von Universitäten und Fachhochschulen wurde die Möglichkeit zur wissenschaftlichen Weiterqualifikation mit dem Ziel einer Promotion gegeben. Die Laufzeit startete 2012 und endete 2016.
Nutzerorientierte Versorgung bei chronischer Krankheit und Pflegebedürftigkeit (NuV)
Die vom Ministerium für Innovation, Wissenschaft und Forschung NRW geförderte Forschungskooperation zielte auf die Herausforderungen, die sich durch den sozio-demografischen und epidemiologischen Wandel im Bereich der Pflege abzeichnen. Die Laufzeit startete 2012 und endete 2017.
Mieletec HSBI
Das Mieletec HSBI wurde 2011 gegründet und ist eine langfristige Kooperation mit dem Haushaltsgerätehersteller Miele aus Gütersloh im Bereich der Forschung an Methoden, Verfahren und Konzepten für zukünftige Hausgeräte. In diesen Bereichen sollen gemeinsam die wissenschaftlichen Grundlagen erarbeitet werden.

## Gleichstellungsarbeit
Gleichstellung bedeutet (nach eigenen Angaben), dass bei allen Entwicklungen und Maßnahmen die unterschiedlichen Lebenssituationen und Interessen von Frauen und Männern von vornherein und selbstverständlich berücksichtigt werden. Ziel ist es, eine Verbesserung der Chancen für Frauen in allen Bereichen der Hochschule, d. h. Fächern sowie Status- und Hierarchiegruppen, zu erreichen.
Die Gleichstellungsarbeit wird durch eine zentrale Gleichstellungsbeauftragte geleistet, die von dezentralen Gleichstellungsbeauftragten und deren Stellvertretungen unterstützt wird. Das Aufgabenfeld der Gleichstellungsbeauftragten ist breit gefächert: Es reicht von der Mitwirkung bei Personalentscheidungen über die Erstellung von Gleichstellungsrichtlinien bis zum Projektmanagement von Gleichstellungskonzepten.
Die Gleichstellungsarbeit kann als sehr erfolgreich bezeichnet werden. Im Hochschulranking nach Gleichstellungsaspekten für 2015 des Leibniz-Instituts (kurz Genderreport 2015) rangierte die Hochschule Bielefeld bundesweit in der Spitzengruppe aller Hochschulen; dies war auch bereits im Genderreport 2013 und 2011 der Fall. Zurückzuführen ist der – 2009 mit dem Genderpreis des Landes NRW ausgezeichnete – Erfolg darauf, dass Gleichstellung als ganzheitliches Konzept unter Einbindung von Gleichstellungskonzept, Rahmenplan zur Frauenförderung und den Frauenförderplänen in den verschiedenen Organisationseinheiten gelebt wird. Ergebnisse sind u. a. familiengerechte Studien- und Berufsbedingungen, ein transparentes Berufungsverfahren und gelebte Frauen- und Geschlechterforschung.
Der Frauenanteil an den Professuren lag 2015 bei ca. 32 %, beim gesamten wissenschaftlichen und künstlerischen Personal bei ca. 46 %.

### Hainan
Im Wintersemester 2023/24 hat die eigenständige Hainan Bielefeld University of Applied Sciences (BiUH) auf Hainan (China) ihren Lehrbetrieb aufgenommen und ermöglicht 140 Studierenden dort Computer Science und Digital Technologies auf Bachelor zu studieren. Obwohl der Standort vom Bundesbildungsministerium  nach einem Beschluss von 2020 gefördert wurde, wurde er 2023 (nach dem Regierungswechsel von Großer Koalition zur Ampelkoalition) vom Ministerium vor dem Hintergrund der neuen Chinastrategie der Bundesregierung kritisiert, unter Verweis auf Missbrauchsrisiken, zumal China den Standort stark subventioniert.